# قلبشوة
قرية قلبشوة هي إحدى القرى التابعة لمركز الستاموني في محافظة الدقهلية في جمهورية مصر العربية. حسب إحصاءات سنة 2006، بلغ إجمالي السكان في قلبشوة 9008 نسمة، منهم 4556 رجل و4452 امرأة.